# Manat azer

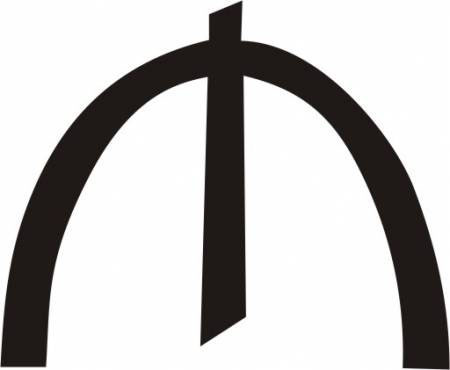
Simbolul manat azer

Manat azer este unitatea monetară oficială a Azerbaidjanului, (Cod ISO 4217: AZN). (1 manat azer = 100 qəpik).

## Etimologie
Cuvântul manat este un împrumut azer din limba rusă: монета, pronunțat: [man'eta], care semnifică „monedă metalică”, „mărunțiș”. La rândul său, cuvântul rusesc монета a fost împrumutat din limba latină: moneta „monedă”, eventual, prin intermediar italian: moneta.
„Manat” era, în epoca sovietică, și denumirea rublei sovietice în limbile azeră și în turkmenă.

## Istorie

### Primul manat azer (1919 - 1923)
Între 1919 - 1923, în Republica Democratică Azerbaidjan și apoi în Republica Sovietică Socialistă Azerbaidjană, a fost lansat și a circulat propria valută, bancnotele purtau denumirea în două limbi: azeră (în alfabetul arab) și rusă: manat (منات) și rublă (рубль), iar pe bancnotele cu valoarea nominală de 500 manat, denumirea este exprimată și în limba franceză (roubles).
Primul manat azer a înlocuit la valoarea nominală prima versiune a rublei transcaucaziene, la desprinderea Republicii Democratice Azerbaidjan de Republica Federativă Transcaucazia, în 1919.
Primul manat azer nu a avut subdiviziuni și a circulat doar sub formă de bancnote.

#### Cupiuri
- 25, 50, 100, 250 și 500 manat (Republica Democratică Azerbaidjan)
- 50, 100, 1.000, 5.000, 10.000, 25.000, 50.000, 100.000, 250.000, 1.000.000 și 5.000.000 de manat (din Republica Sovietică Socialistă Azerbaidjană).

Acest prim manat azer a fost înlocuit de cea de-a doua versiune a rublei transcaucaziene atunci când, în 1923, RSS Azerbaidjană a fost inclusă în Republica Sovietică Federală Socialistă Transcaucaziană.
|  |  | 25 manat / ruble  | 111x66 | verde roz           |  | Inscripții în limba azeră, în alfabetul arab și în limba rusă                    | Inscripții în limba azeră, în alfabetul arab și în limba rusă                    | 1919 |
|  |  | 50 manat / ruble  | 124x74 | verde auriu         |  | Inscripții în limba azeră, în alfabetul arab și în limba rusă                    | Inscripții în limba azeră, în alfabetul arab și în limba rusă                    | 1919 |
|  |  | 100 manat / ruble | 124x74 | roșu auriu          |  | Inscripții în limba azeră, în alfabetul arab și în limba rusă                    | Inscripții în limba azeră, în alfabetul arab și în limba rusă                    | 1919 |
|  |  | 250 manat / ruble | 135x85 | galben roz          |  | Inscripții în limba azeră, în alfabetul arab și în limba rusă                    | Inscripții în limba azeră, în alfabetul arab și în limba rusă                    | 1919 |
|  |  | 500 manat / ruble | 112x72 | mov (liliachiu) roz |  | Inscripții în limba azeră, în alfabetul arab, în limba rusă și în limba franceză | Inscripții în limba azeră, în alfabetul arab, în limba rusă și în limba franceză | 1920 |

### Al doilea manat azer (1992 - 2005)
Al doilea manat azer a fost introdus la 15 august 1992. Avea codul ISO 4217 AZM și a înlocuit rubla sovietică cu rata de 10 ruble la 1 manat azer.

#### Cupiuri
Înainte de reforma din 2006, bancnotele în circulație erau următoarele: 
- 1, 5, 10, 250 manat (punere în circulație în 1992)
- 50, 100, 500, 1000 manat (punere în circulație în 1993)
- 10.000 manat (punere în circulație în 1994)
- 50.000 manat (punere în circulație în 1996)

#### Galerie de imagini

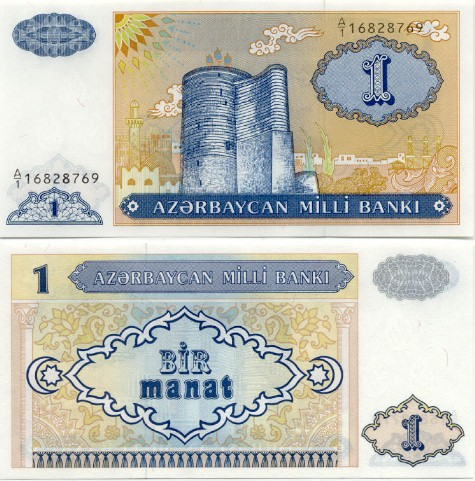
Bancnotă de 1 manat
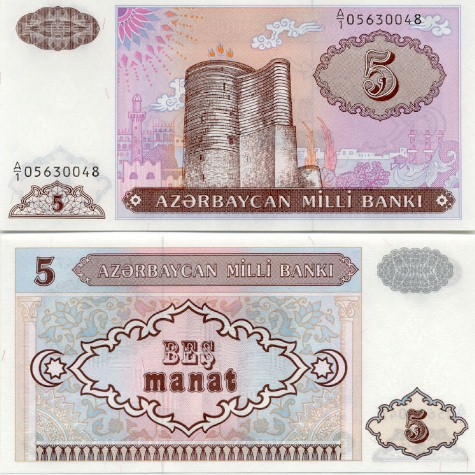
Bancnotă de 5 manat
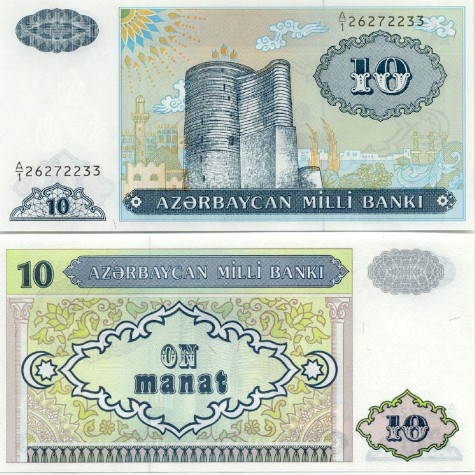
Bancnotă de 10 manat
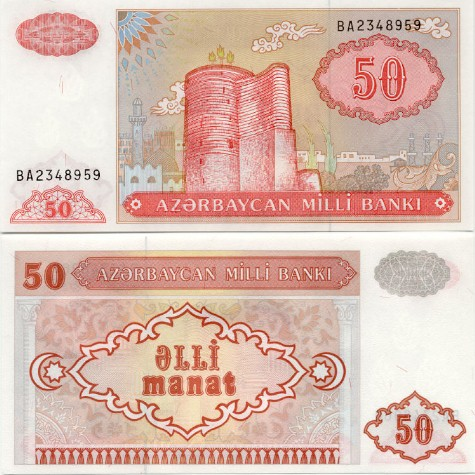
Bancnotă de 50 manat
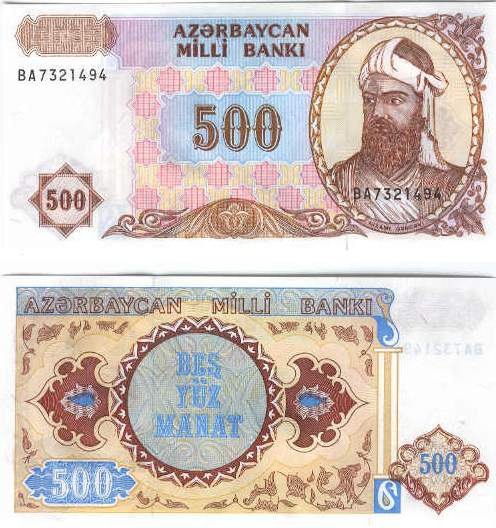
Bancnotă de 500 manat
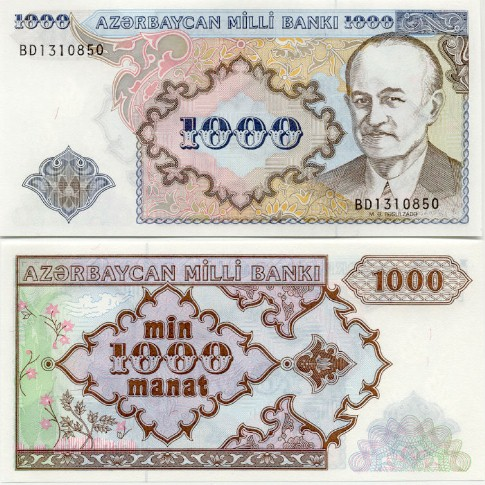
Bancnotă de 1000 manat
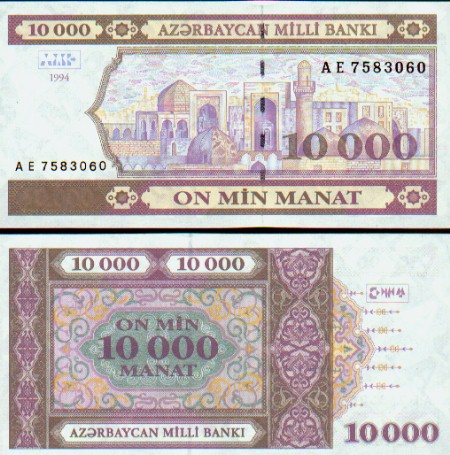
Bancnotă de 10000 manat
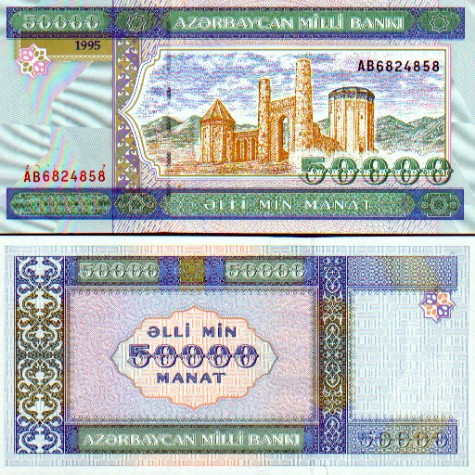
Bancnotă de 50000 manat.

### Al treilea manat azer (din 2006)
La 1 ianuarie 2006, vechiul manat azer (Cod ISO: AZM) a fost înlocuit cu noul manat azer (Code ISO : AZN). 1 manat azer nou = 5000 manat vechi. Noile bancnote și monede metalice au fost realizate de către Robert Kalina, unul dintre desenatorii euro.
Prima cotare a acestei monede a fost 1 manat nou = 0,918 US$.

#### Cupiuri
După 1 ianuarie 2006, în circulație sunt:

##### Monedele metalice ale noului manat (2006)
- Monede metalice cu valori nominale de 1, 3, 5, 10, 20 și 50 de qəpik[6] (ultima dintre ele este bimetalică, la fel ca și moneda de 2 €).

| Imagine | Valoare nominală | Diametru (mm) | Grosime (mm) | Masă (g) |
|         | 1 qəpik          | 16,25         | 1,9          | 2,8      |
|         | 3 qəpik          | 18            | 2,15         | 3,45     |
|         | 5 qəpik          | 19,75         | 2,2          | 4,85     |
|         | 10 qəpik         | 22,25         | 1,95         | 5,25     |
|         | 20 qəpik         | 24,25         | 2,1          | 6,6      |
|         | 50 qəpik         | 25,5          | 2,2          | 7,7      |

##### Bancnotele noului manat (2006)
- Bancnote cu valori nominale de 1, 5, 10, 20, 50 și de 100 de manat.

| Manat, bancnote, ediția 2006 | Manat, bancnote, ediția 2006 | Manat, bancnote, ediția 2006 | Manat, bancnote, ediția 2006 | Manat, bancnote, ediția 2006 | Manat, bancnote, ediția 2006 | Manat, bancnote, ediția 2006 | Manat, bancnote, ediția 2006 |
| Imagine                      | Imagine                      | Valoare nominală             | Dimensiuni                   | Culoare                      | Descriere                    | Descriere | Descriere |
| Avers                        | Revers                       | Valoare nominală             | Dimensiuni                   | Culoare                      | Temă                         | Avers | Revers |
| ---------------------------- | ---------------------------- | ---------------------------- | ---------------------------- | ---------------------------- | ---------------------------- | --- | --- |
|                              |                              | 1 manat                      | 120 × 70 mm                  | Gri                          | Muzică                       | Instrumente folclorice din Azerbaidjan (daf, kamancheh, tar)                                                                                       | Harta Azerbaidjanului pe ornamente ale unor vechi vitralii şabaka / shabaka (în azeră: „Şəbəkə”), din Azerbaidjan                                                                            |
|                              |                              | 5 manat                      | 127 × 70 mm                  | Portocaliu                   | Scriere și literatură        | Vechi scriitori, poeți și cărți din Azerbaidjan, cu un fragment din Imnul Național                                                                 | Harta Azerbaidjanului pe fundalul picturilor rupestre din Gobustan; text în vechiul alfabet runic turcic                                                                                     |
|                              |                              | 10 manat                     | 134 × 70 mm                  | Albastru                     | Istorie                      | Orașul vechi din Baku Palace of the Shirvanshahs și Maiden Tower pe fundalul zidului Icheri Sheher                                                 | Harta Azerbaidjanului pe fundalul ornamentelor unor vechi carpete din Azerbaidjan |
|                              |                              | 20 manat                     | 141 × 70 mm                  | Verde                        | Karabah                      | Simbolul puterii, o sabie, un coif și un scut) | Harta Azerbaidjanului pe fundalul ornamentelor unor vechi carpete din Azerbaidjan; cuvântul Qarabağ („Karabah”) este scris de mai multe ori în fonturi diferite. Simbolul păcii (harybulbul) |
|                              |                              | 50 manat                     | 148 × 70 mm                  | Galben                       | Istorie și viitor            | Tinerețe, scări (ca simbol al progresului), soarele (ca simbol al forței și luminii) și simboluri chimice și matematice (simboluri pentru știință) | Harta Azerbaidjanului pe fundalul ornamentelor unor vechi carpete din Azerbaidjan |
|                              |                              | 100 manat                    | 155 × 70 mm                  | Mov                          | Economie și dezvoltare       | Elemente arhitecturale din antichitate până în prezent, simbolul monetar pentru manatul azer () și elemente simbolice pentru creșterea economică   | Harta Azerbaidjanului pe fundalul ornamentelor unor vechi carpete din Azerbaidjan |
|                              |                              | 200 ₼ (emisiune din 2018)    | 160 × 70 mm                  | Albastru                     | Arhitectură modernă          | Centrul Heydar Aliyev, Baku | Harta Azerbaidjanului pe fundalul ornamentelor unor vechi carpete din Azerbaidjan |

În urma unui referendum, la 18 martie 2009, Azərbaycan Milli Bankı (în română: „Banca Națională a Azerbaidjanului”) a fost redenumită Azərbaycan Mərkəzi Bankı (în română: „Banca Centrală a Azerbaidjanului”).